# ルイ＝フィリップ・クレパン
ルイ＝フィリップ・クレパン（Louis-Philippe Crépin、1772年 - 1851年11月26日）は、フランスの画家である。1830年にテオドール・ギュダンとともに最初のフランス海軍公式画家（Peintre officiel de la Marine）となった。

## 略歴
パリで生まれた、4年間、水兵として操舵手(Helmsman)や艢楼手(gabier)を経験した後、画家を目指し、クロード・ジョセフ・ヴェルネに海洋画、ユベール・ロベールに風景画を学んだ。1796年にパリの展覧会にブレスト港の艦隊を描いた作品を出展した。
フランス復古王政の海事・植民地大臣になったローラン・グーヴィオン＝サン＝シールから1817年に、政府の海洋画家として働くことを依頼され、その職についたが、フランスの海軍提督の公式画家にアンブロワーズ・ルイ・ガルヌレが任命され、クレパンの得ていた地位は権威のないものになっていた。
58歳になった1830年に、新たに設けられたフランス海軍公式画家(Peintre officiel de la Marine)にテオドール・ギュダンと選ばれることができた。その年、若いウジェーヌ・イザベイ(1803-1883)とレオン・モレル＝ファティオ(Léon Morel-Fatio:1810-1871)とともにアルジェリア侵略を行ったフランス軍の活動を描きために、アルジェリアに派遣された。1836年まで海洋画家として活動した。
代表作には1798年のフランス軍艦 ラ・バヨネーズ(La Bayonnaise)とイギリス軍艦アンバスケイド(HMS Ambuscade)の戦いを描いた作品で、1801年のパリのサロンに出展され、1834年までサン・クルー城に飾られた後、最終的に国立海軍博物館 (Musée national de la Marine) に収蔵されている。

## 作品

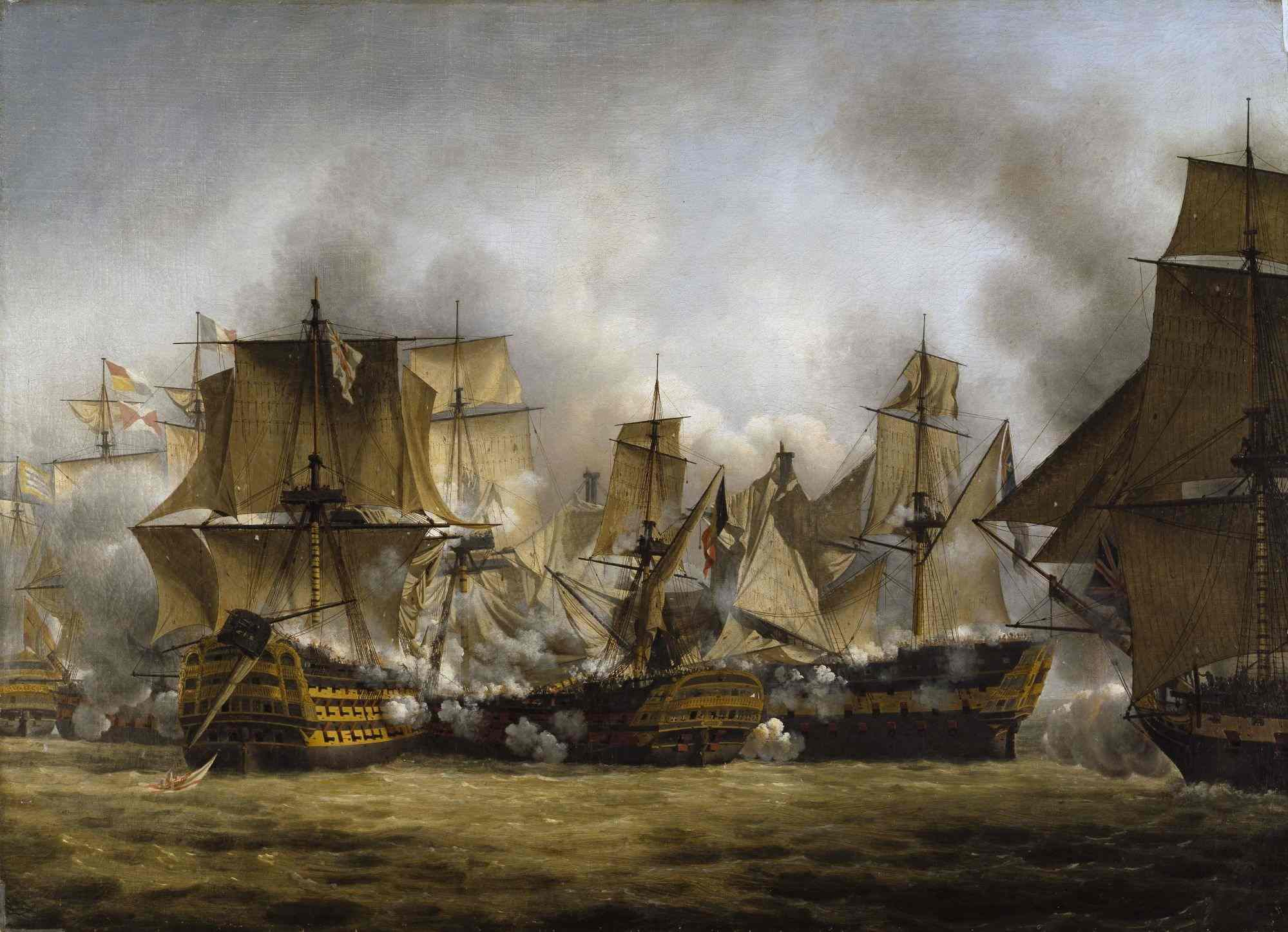
トラファルガー海戦の軍艦「 Le Redoutable」
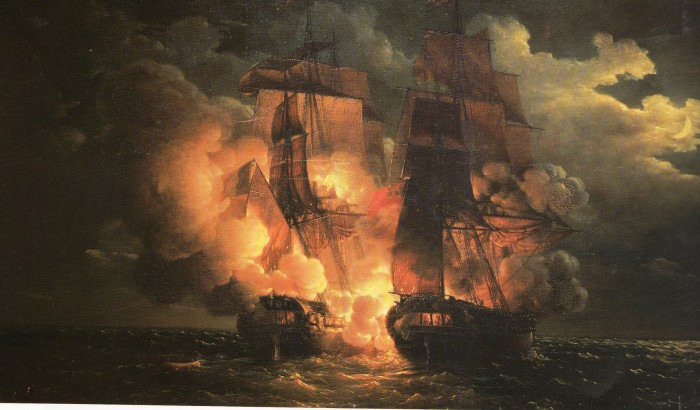
1813年のロス諸島の海戦
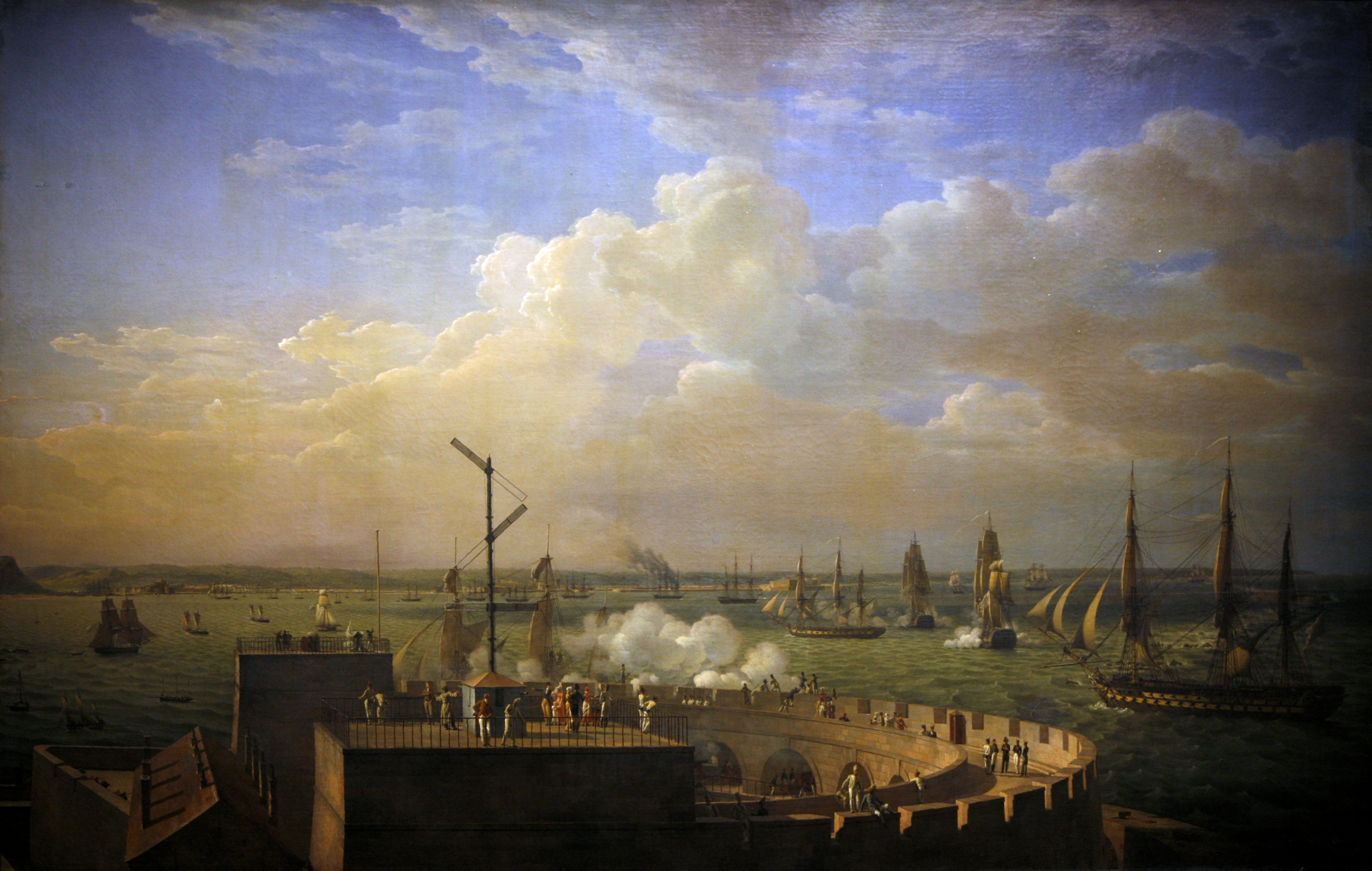
シェルブール港の風景

## 関連文献
- Haffner, Léon, "Les peintres du département de la marine" in La Revue Maritime, #92, December 1953
- Le Marchand, Jean-Noël, Dictionnaire des Peintres français de la mer et de la marine, Paris, Arts et marine, 1997